# 透體小𱆥
透體小鿕（学名：Danionella translucida）为鲤科小鿕屬的種，分布於亞洲緬甸，本魚體幾近透明，體側有2個銀色斑點，體長1.1-1.2公分，是世界上最小的魚類之一，可做為觀賞魚。